# Google Sites

Logo de Google Sites.

Google Sites es una aplicación en línea gratuita ofrecida por la empresa estadounidense Google como parte de la suite de productividad de Google Workspace. Es una herramienta para la creación de páginas web. Esta aplicación permite crear un sitio web o una intranet de una forma tan sencilla como editar un sitio web. Con Google Sites los usuarios pueden reunir en un único lugar y de una forma rápida información variada, incluidos vídeos, calendarios, presentaciones, archivos adjuntos y texto.
El objetivo de Google Sites es que cualquier persona pueda crear un sitio permitiendo compartir información con facilidad para verla o compartirla con un grupo de personas reducido de colaboradores o con toda su organización, o con todo el mundo. Por lo que es muy útil en la creación de intranets, páginas de empleados, proyectos, etc. orientado al equipo en el que múltiples personas puedan colaborar y compartir archivos.

## Historia
Google Sites comenzó como JotSpot, el nombre y el único producto de una empresa de software que ofrecía software social empresarial. Se dirigió principalmente a las pequeñas y medianas empresas. La compañía fue fundada por Joe Kraus y Graham Spencer, cofundadores de Excite. En febrero de 2006, JotSpot fue nombrado parte de Business 2.0, "Next Net 25", y en mayo de 2006, fue reconocido como uno de los "15 Start-ups a Watch" de InfoWorld. En octubre de 2006, JotSpot fue adquirida por Google. Google anunció una prolongada transición de datos de las páginas creadas con Google Page Creator (también conocido como "Google Pages") a los servidores de Google Sites en 2007. El 28 de febrero de 2008, Google Sites se dio a conocer utilizando la tecnología JotSpot. El servicio era gratuito, pero los usuarios necesitaban un nombre de dominio, que Google ofreció por $ 10. Sin embargo, a partir del 21 de mayo de 2008, Google Sites se hizo disponible de forma gratuita, independientemente de Google Apps y sin necesidad de un dominio.
En junio de 2016, Google introdujo una reconstrucción completa de la plataforma Google Sites. En el momento de redactar este informe, esto está disponible en forma limitada para los clientes de Apps que optan por el ensayo.

## Características
A continuación las características principales de Google Sites:
- No requiere programación como el HTML o CSS. Aunque se puede editar directamente parte del código, la integración de contenidos no requiere contar con estos conocimientos.
- Disponer con plantillas disponibles y fácil creación de plantillas.
- Fácil manejo de archivos adjuntos a través de Google Drive.
- Fácil integración de contenido multimedia (vídeos, documentos, hojas de cálculo y presentaciones del ambiente Google Docs, Google Fotos y herramientas de iGoogle).
- Búsqueda con la tecnología Google en el contenido de Google Sites.
- Mapeo de nombres de dominio personalizado: los propietarios de cuentas personales de Google y de cuentas de Google Apps for Business pueden asignar su sitio de Google a un nombre de dominio personalizado. Uno debe poseer el dominio y tener acceso para cambiar los nombres del  registros CNAME.
- Permisos y roles administrativos en varias capas y accesibilidad: hay tres niveles de permisos dentro de Google Sites: propietario, editor y visor. Los propietarios tienen permisos completos para modificar el diseño y el contenido de todo el sitio de Google, mientras que los editores no pueden cambiar el diseño del sitio. Los espectadores sólo pueden ver el sitio y no están autorizados a realizar cambios en el texto o de otra manera.

## Extensión
- Gadgets - Módulos XML que se pueden incrustar en un Sitio y que pueden contener CSS y JavaScript personalizados. Los gadgets alcanzan dos propósitos:

1. Separación o Abstracción — El código personalizado se puede abstraer a un archivo distinto
2. Reusar — El mismo gadget puede ser reutilizado por varios sitios a medida que se publica públicamente

- HTML Box — Permite incorporar HTML personalizado, CSS y JavaScript, pero con las siguientes limitaciones:[8]

1. Un cuadro HTML no puede interactuar o referirse al código externo incluyendo otras casillas HTML
2. El Script no puede crear otro script, imagen o etiquetas de enlace

## Limitantes
- 100 MB de almacenamiento (para cuentas gratuitas) y 10 GB de almacenamiento para usuarios de Google Apps[9]
- No hay uso abierto de Hojas de estilo en cascada (CSS) o JavaScript. JavaScript puede utilizarse dentro de los confines de un gadget incrustado o del cuadro HTML. El CSS en línea se puede utilizar dentro del área de contenido de la página web.
- Las capacidades limitadas de e-store, tienen que usar el gadget Google i-store para agregar un carrito de compras, iframe un proveedor de tienda electrónica de terceros como Amazon, o usar un botón Google Buy Now.
- Uso limitado de la codificación HTML. HTML se comprueba y se modifica cuando se guarda, Javascript se hace seguro con Caja. CSS no se puede incorporar en las plantillas de tema; Sin embargo, CSS en línea se puede utilizar dentro del área de contenido de la página web.
- Ya no sirve páginas Web .html / .htm, como lo hizo Google Pages. Todas las páginas HTML estáticas alojadas anteriormente en Google Pages pueden migrarse a Google Sites, pero los usuarios que posteriormente intenten acceder a ellas, así como PDF (Portable Document Format) u otros archivos migrados, deben descargar esos archivos para verlos.
- Los sitios alojados en Google Sites no están disponibles para residentes de países en los que se bloquean los Servicios de Google.

## Censura
A raíz de una resolución de un tribunal regional turco en 2009, todas las páginas alojadas en Google Sites habían sido bloqueadas. Se hizo después de que una de las páginas contenía un supuesto insulto al fundador de Turquía, Mustafa Kemal Atatürk. En 2012, el Convenio Europeo de Derechos Humanos (CEDH) declaró que esto constituía una violación del artículo 10 del Convenio Europeo de Derechos Humanos (Yildirim c. Turquía, 2012). Sin embargo, a partir de octubre de 2013, Google Sites quedó completamente bloqueado para los usuarios en Turquía.